# Elasmus anticles
Elasmus anticles är en stekelart som beskrevs av Walker 1846. Elasmus anticles ingår i släktet Elasmus och familjen finglanssteklar. Inga underarter finns listade i Catalogue of Life.